# Јапан на Светском првенству у атлетици у дворани 2014.
Јапан је на Светском првенству у атлетици у дворани 2014. одржаном у Сопоту од 7. до 9. марта учествовао петнаести пут, односно учествовао је на свим првенствима до данас. Репрезентацију Јапана представљало је 6 такмичара, који су се такмичили у две дисциплине.,
На овом првенству Јапан није освојио ниједну медаљу али је остварен један национални резултат сезоне.

## Учесници
Мушкарци:
- Yoshihide Kiryu — 60 м
- Kengo Yamazaki — 4 х 400 м
- Kaisei Yui — 4 х 400 м
- Nobuya Kato — 4 х 400 м
- Јузо Канемару — 4 х 400 м
- Kazuya Watanabe — 4 х 400 м

## Резултати

### Мушкарци
| Атлетичар        | Дисциплина | Лични рекорд | Квалификације | Квалификације | Полуфинале | Полуфинале | Финале                | Финале       | Детаљи |
| Атлетичар        | Дисциплина | Лични рекорд | Резултат      | Место         | Резултат   | Место      | Резултат              | Место        | Детаљи |
| ---------------- | ---------- | ------------ | ------------- | ------------- | ---------- | ---------- | --------------------- | ------------ | ------ |
| Yoshihide Kiryu  | 60 м       | 6,59         | 6,65 КВ       | 2. у гр. 2    | 6,62       | 6. у гр. 1 | Нису се квалификовали | 14 / 43 (44) |        |
| Kengo Yamazaki   | 4 х 400 м  | 3:05,90 НР   | 3:12,63 НРС   | 5. у гр. 2    |            |            | Нису се квалификовали | 10 / 10      |        |
| Kaisei Yui       | 4 х 400 м  | 3:05,90 НР   | 3:12,63 НРС   | 5. у гр. 2    |            |            | Нису се квалификовали | 10 / 10      |        |
| Nobuya Kato      | 4 х 400 м  | 3:05,90 НР   | 3:12,63 НРС   | 5. у гр. 2    |            |            | Нису се квалификовали | 10 / 10      |        |
| Јузо Канемару    | 4 х 400 м  | 3:05,90 НР   | 3:12,63 НРС   | 5. у гр. 2    |            |            | Нису се квалификовали | 10 / 10      |        |
| Kazuya Watanabe* | 4 х 400 м  | 3:05,90 НР   | 3:12,63 НРС   | 5. у гр. 2    |            |            | Нису се квалификовали | 10 / 10      |        |

- Такмичар у штафети обележен звездицом био је резерва.